# Irina Ionesco

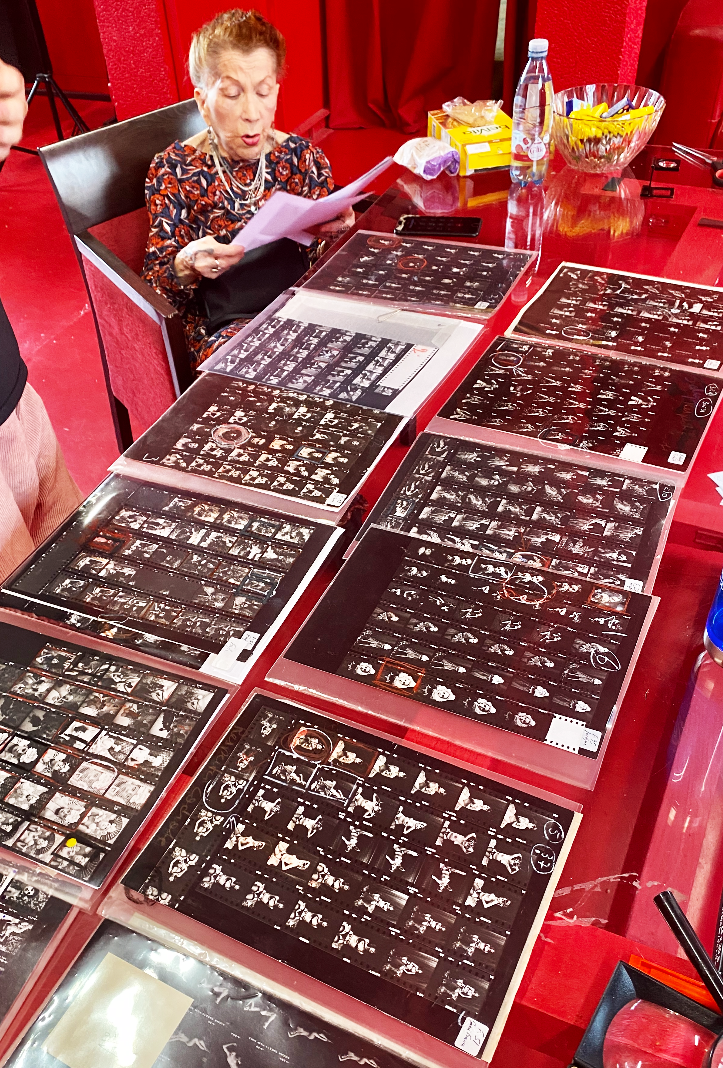

Irina Ionesco (* 3. September 1930 in Paris; † 25. Juli 2022) war eine französische Fotografin rumänischer Abstammung.

## Leben
Ionesco wurde als Kind rumänischer Eltern in Paris geboren; ihre Mutter starb bei der Geburt. Einen Teil ihrer Kindheit verbrachte sie in Constanța (Rumänien); 1946 kehrte sie endgültig nach Frankreich zurück. Zunächst als Kunstmalerin und Tänzerin tätig, verlagerte sie in den 1960er-Jahren ihr Interesse auf die Fotografie. Seit etwa 1970 wurde sie mit Ausstellungen in zahlreichen Ländern international bekannt. Ihre Hauptarbeitsgebiete lagen im Bereich der Aktfotografie und erotischen Fotografie. 
In Erinnerung ist sie vor allem für die freizügigen Nacktfotos ihrer Tochter Eva Ionesco, mit denen sie anfing, als ihre Tochter erst vier Jahre alt war. 1976 erschienen Bilder der elfjährigen Eva im Playboy, im selben Alter spielte diese eine erotische Rolle im 1977 erschienenen Film Spielen wir Liebe. 
Als Reaktion wurde Irina das Sorgerecht für ihre Tochter aberkannt, Eva wuchs in Folge bei einer Pflegefamilie auf. Nach einer Klage ihrer Tochter im Jahr 2012 wurde Irina Ionesco zur Herausgabe aller Negative und zu 10.000 € Schadenersatz verurteilt.

## Veröffentlichungen (Auswahl)
- Liliacées langoureuses aux parfums d’Arabie. Chêne, Paris 1974, ISBN 2-85108-005-9
- Femmes sans tain. B. Letu, [s. l.] 1975
- Temple aux miroirs.  Seghers, Paris 1977
- Litanie pour un'amante funebre. Cegna Editori, [s.l] 1978
- Irina Ionesco. Bernard Letu, Genève 1979, ISBN 2-88051-006-6
- Cent onze photographies érotiques. Borderie, Les Pilles 1980, ISBN 2-86380-011-6
- Le divan. Borderie, Paris 1981
- Passions. Pink Star Editions, Paris 1984, ISBN 2-903901-05-8
- The eros of baroque. Tokyo, Libroport 1988, ISBN 4-845-70362-9
- Les immortelles. Contrejour, Paris 1991, ISBN 2-85949-128-7
- Kafka, le cercle de Prague. Ed. Sand, Paris 1992, ISBN 2-7107-0483-8
- Hiver clinique. Ed. Phi, Luxembourg 1996, ISBN 2-87962-057-0
- Nudes. Edition Stemmle, Kilchberg/Zürich 1996, ISBN 3-908162-52-1
- Eva: Eloge de ma fille. Tokyo, Editions Treville 2004, ISBN 0-9727073-1-X
- L'œil de la poupée. Des femmes, Paris 2004, ISBN 2-7210-0485-9
- R. Pan-Exotica. Tokyo, Editions Treville 2004, ISBN 4-309-90604-4
- Le Japon Interdit. Arts Galeries Benchaieb, Paris 2004, ISBN 2-9523045-0-5
- Master Set. Edition YNOX Paris (2014), ISBN 978-2-36699-017-1
- Sylvia Kristel. Edition YNOX Paris (2014), ISBN 978-2-36699-012-6 (Edition de tête) & ISBN 978-2-36699-013-3 (Edition courante)

## Lexikalischer Eintrag
- Hans-Michael Koetzle: Fotografen A-Z. Taschen Deutschland, 2015. ISBN 978-3-8365-1107-0